# داکیاو، ماومینگ
داکیاو، ماومینگ (به لاتین: Daqiao) یک شهرک در جمهوری خلق چین است، که در هواژو، گوانگ‌دونگ واقع شده‌است. داکیاو ۳۰ متر بالاتر از سطح دریا واقع شده‌است.